# 2018年3月逝世人物列表
2018年逝世人物列表：1月 - 2月 - 3月 - 4月 - 5月 - 6月 - 7月 - 8月 - 9月 - 10月 - 11月 - 12月
2018年3月逝世人物列表，是用于汇总2018年3月期间逝世人物的列表。

## 依日期排序

### 31日
- 佩格·勞特斯克格（英语：Peg Lautenschlager），62歲，美國律師和政治人物，前威斯康星州總檢察長（英语：List of Attorneys General of Wisconsin）與威斯康星州眾議院（英语：Wisconsin State Assembly）議員，死於癌症。[1]
- 克里斯·愛德華茲（英语：Chris Edwards (boxer)），41歲，英國拳擊手，死於心臟病發。[2]
- 雷達，75歲，原名雷达学。中國文學作家兼评论家。散文《梦回祁连》于2017年9月荣获首届孙犁散文奖。於北京病逝。[3]
- 張斌，99歲。中國語言學家，從事漢語語法研究。[4]
- 张凤言，82岁，中国学者，北京航空航天大学电子信息工程学院教授。[5]

### 30日
- 安德烈·博博利科·洛康科（英语：André Bo-Boliko Lokonga），83歲，刚果民主共和国政治人物，前第一國務委員。[6]
- 亞歷山大·派辛（英语：Alexander Pylcyn），94歲，俄羅斯軍官。[7]
- 陳香梅（英語：Anna Chan Chennault），94歲，美國華裔共和黨籍政治人物、二次大戰時美國飛虎隊將軍陳納德遺孀。[8]

### 29日
- 科林·哈珀（英语：Colin Harper (footballer)），71歲，英國足球運動員（伊普斯维奇城）。[9]
- 羅恩·梅勒（英语：Ron Mailer），85歲，蘇格蘭足球運動員（邓弗姆林）。[10]
- 吴世民，90岁，中国学者，南京大学历史学院教授。[11]
- 刘忠勇，85岁，原中国海洋石油总公司监察室主任，高级政工师。[12]

### 28日
- 賴興儀，86歲，客家名紳名師，藝術文學界慈善教育家。
- 奥列格·阿诺弗里耶夫（俄語：Оле́г Ано́фриев），87歲，俄羅斯演員、創作歌手、電影導演和詩人。[13]
- 特拉維斯·希爾（英語：Travis Hill），48歲，美國美式足球運動員（克里夫兰布朗）。[14]

### 27日
- 史黛芬·奧德朗（英语：Stéphane Audran），85歲，法國演員。[15]
- 陳瑞球，91歲，香港紡織業企業家。長江製衣及YGM貿易有限公司創辦人。死於心臟停止。[16]
- 何塞·雨果·加拉伊科阿·霍金斯（英语：José Hugo Garaycoa Hawkins），87歲，祕魯羅馬天主教主教，前天主教塔克納暨莫克瓜教區主教。[17]
- 湯姆·馬丁（英语：Tom Martin (Texas politician)），69歲，美國政治人物，前拉伯克市長（英语：List of mayors of Lubbock, Texas）。[18]
- 沈善增，68歲，中國上海作家。死於糖尿病併發心臟梗塞。[19]
- 容安瀾（英語：Alan D. Romberg），79歲，前美國國務院官員暨台海問題專家，史汀生中心東亞研究室主任[20]，前美國在台協會台北辦事處處長梅健華之恩師。[21]

### 26日
- 桑德·德賈恩（英语：Sándor Demján），74歲，匈牙利企業家（TriGranit）。[22]
- 謝爾蓋·馬夫迪（英语：Sergei Mavrodi），62歲，俄羅斯金融詐騙者，前国家杜马議員，死於心臟病發。[23]
- 泽克·阿普肖（英语：Zeke Upshaw），26歲，美国篮球运动员，效力於NBA G联盟大急流城激流。[24]
- 顧秀蘭，95歲。侵華日軍南京大屠殺倖存者。[25]
- 馬淑勤，91歲。侵華日軍南京大屠殺倖存者。[25]
- 普罗博苏特佐（英语：Probosutedjo），87岁，印尼企业家，已故印尼總統苏哈托的异父弟。[26]
- 沈懷玉，69歲。台灣女性歷史學者。[27]

### 25日
- 朱爾斯-阿里斯蒂德·博爾德斯-奧古利根德（英语：Jules-Aristide Bourdes-Ogouliguende），80歲，加彭政治人物，前国民议会（英语：National Assembly of Gabon）議長。[28]
- 琳達·布朗（英語：Linda Brown），75歲，奧利弗·布朗（英语：Oliver Brown (American activist)）之女，美國布朗訴托皮卡教育局案一案的核心人物。[29]
- 戴維·科巴姆（英语：David Cobham），87歲，英國電影導演（《水獺塔卡（英语：Tarka the Otter (film)）》），死於中風。[30]
- 徐旻佑（韓語：민우 (1985년)），33歲，韓國男歌手、演員，組合100%隊長。[31]
- 黃金龍，85歲，馬來西亞2000年林連玉精神獎得主。病逝。[32]
- 汤俊在，80岁，中国教师，南京大学地球科学与工程学院讲师。[33]

### 24日
- 何塞·安東尼奧·艾伯魯（西班牙語：José Antonio Abreu），78歲，委內瑞拉音樂教育家、政治人物。[34]
- 莉斯·阿西娅（德語：Lys Assia），94歲，瑞士歌手，首屆歐洲歌唱大賽（1956年）冠軍得主。[35]
- 阿勞德·貝特拉米（英语：Arnaud Beltrame），44歲，法國國家憲兵軍官，在3月23日的恐攻中自願代替為人質，後遭槍擊身亡。[36]
- 約翰·埃勒（英语：John Ehle），92歲，美國作家。[37]
- 比爾·盧卡斯（英语：Bill Lucas (athlete)），101歲，英國皇家空軍軍官及奧運長跑運動員（英语：Athletics at the 1948 Summer Olympics）。[38]

### 23日
- 雷夫·伍爾西（德语：Ralph Woolsey），104歲，美國攝影指導。[39]
- 黛比·李·卡靈頓（英语：Debbie Lee Carrington），58歲，美國演員。[40]
- 迪杉·莫尼克·布朗（英语：DuShon Monique Brown），49歲，美國演員。[41]
- 澤爾·米勒（英语：Zell Miller），86歲，美國政治人物，前喬治亞州州長（英语：List of Governors of Georgia）與美国参议院議員，死於柏金遜症。[42]
- 埃杜瓦·索福拉（英语：Idowu Sofola），83歲，尼日利亞法學家。[43]
- 韩大成，93岁，中国学者，中国人民大学历史学院历史学系教授。[44]

### 22日
- 蔡興順（英语：Morgan Chua），68歲，新加坡漫畫家。[45]
- 韋恩·赫贊加（英语：Wayne Huizenga），80歲，美國企業家。汽车经销集团AutoNation創辦人，影片租赁公司百视达前老闆。死於癌症。[46]
- 揚·坎圖雷克（英语：Jan Kantůrek），69歲，捷克翻譯家。[47]
- 查爾斯·拉扎勒斯（英语：Charles Lazarus），94歲，美國企業家，玩具反斗城創辦人。[48]
- 李儲文，100歲，前新華通訊社香港分社副社長、前上海市政府顧問。病逝。[49]
- 明靜康（朝鲜语：명정강），年齡不詳，韓國鼓手、演員，音樂人申重鉉妻子。[50]
- 约翰·范许尔斯特（英语：Johan van Hulst），107歲，荷兰作家、棋手、教授、政治人物。曾救出至少600位犹太儿童免于纳粹屠杀。[51]
- 任心廉，83岁，中国教育人物，武汉大学原党委书记。[52]
- 阿爾貝托·迪內斯，86歲，巴西作家、記者。[53]

### 21日
- 乌拉莉卡·海德曼-瓦莱安（英语：Ulrica Hydman Vallien），79歳，瑞典藝術家，死於心臟病發。[54]
- 科克·科沃尔（英語：Kirk Korver），27岁，美国篮球运动员，凯尔·科沃尔的弟弟，病逝。[55]
- 大沼明穗（日语：大沼明穂），58歳，日本静岡縣沼津市市長。[56]
- 約翰·W·沃格特（英语：John W. Vogt (politician)），81歲，美國政治人物，前佛罗里达州参议院議員，間質纖維化。[57]

### 20日
- 德揚·布拉夫尼卡爾（英语：Dejan Bravničar），80歲，斯洛文尼亞小提琴手。[58]
- 拿督西林岸古拔，68歲，马来西亚沙巴州資源發展及資訊工藝部長、巴吉納丹區州议员。死於心臟病發。[59]
- 拉蒙·德萊昂·格雷羅（英语：Ramon Deleon Guerrero），71歲，北馬里亞納群島政治人物，前參議院（英语：Northern Mariana Islands Senate）議員。[60]
- 楠葉宏三（日語：楠葉 宏三），71歲，日本男性动画作家、导演。爱媛县出身。[61]

### 19日
- 伊琳娜·別格利亞科娃（英语：Irina Beglyakova），85歲，俄羅斯運動員，1956年奧運女子鐵餅（英语：Athletics at the 1956 Summer Olympics – Women's discus throw）銀牌得主。[62]
- 霍華德·克倫丹尼爾（英语：Howard Clendaniel），85歲，美國政治人物，前特拉华州众议院議員。[63]
- 高先貴，106歲，中華人民共和國開國少將，原廣州軍區後勤部副政委。[64]
- 洛夫，89岁，本名莫洛夫，台湾詩人。[65]
- 凱斯·奧布萊恩（英語：Keith O'Brien），80歲，英國天主教樞機主教。[66]
- 青木裕（日語：青木 裕），48歲，日本音樂家、downy樂團吉他手，急性骨髓瘤白血病。[67]
- 闫金铎，87岁，中国物理教育家，北京师范大学教授。[68]

### 18日
- 李敖，82岁，台湾作家，前立法委員。死於脑幹瘤。[69]
- 韓哲河（朝鲜语：한철하），93歲，韓國新教神學家。[70]
- 煞風景（英语：Killjoy (musician)），48歲，美國音樂人（Necrophagia）。[71]
- 米哈爾·霍斯基（英语：Michal Horský），74歲，斯洛伐克政治科學家和政治人物，前人民院議員（英语：Federal Assembly (Czechoslovakia)）。[72]

### 17日
- 楊·阿勞德（法語：Yann Arnaud），38歲，法國特技人，太陽劇團空中特技表演者，表演時意外墜地身亡。[73]
- 艾丹·馬洛尼（英语：Aidan Maloney），97歲，加拿大政治人物，前紐芬蘭與拉布拉多省議會菲力蘭選區（英语：Ferryland (electoral district)）代表議員。[74]
- 潘文凯，84岁，越南前总理。[75]
- 洪禹俊（朝鲜语：홍우준），94歲，韓國政治人物，前忠清北道知事、韓國國會議政府市（朝鲜语：의정부시의 국회의원）、東豆川市（朝鲜语：동두천시의 국회의원）及楊州郡代表議員（朝鲜语：양주시의 국회의원）。[76]
- 薩米·威廉姆斯（英语：Sammy Williams），69歲，美國演員（《歌舞線上》），托尼獎得獎人。[77]
- 吴凤山，91岁，中国会计学家、教育学家，哈尔滨工业大学管理学院教授。[78]
- 胡世德，76岁，中国桥梁工程学者，同济大学土木工程学院桥梁工程系教授。[79]

### 16日
- 許登宮，77歲，台灣政治人物，曾任立法委員。[80]
- 雷蒙德·威尔逊（英語：Raymond Wilson），89岁，英国物理学家、望远镜光学设计专家。[81]
- 博伊卡·哈吉耶維（英语：Boyukagha Hajiyev），59歲，阿塞拜疆足球運動員和經理人（阿拉茲-納希契凡（英语：Araz-Naxçıvan PFK）、尼菲治巴库），死於心臟病發併發症。[82]
- 權喜德（朝鲜语：권희덕），61歲，韓國配音員。[83]
- 路易絲·斯勞特（英语：Louise Slaughter），88歲，美國政治人物，時任美國眾議院紐約州第二十五國會選區（英语：New York's 25th congressional district）代表議員，死於跌倒併發症。[84]
- 毛四維，66歲，中華人民共和國外交官，曾任中国驻印度加尔各答总领事、外交部驻澳门特别行政区特派员公署副特派员等職。在北京医院病逝。[85]
- 費蘭，45歲，美國911事件中，時任渡輪船長，協助數百人疏散，死於癌症。[86]
- 周树棠，80岁，中国教育人物，南京大学数学系教师，曾任副系主任、常务副系主任。[87]
- 周克，44岁，中國大陸企業家、中邮创业基金管理有限公司总经理[88]。

### 15日
- 凌云，100岁，中华人民共和国官员，首任国家安全部部长。[89]
- 湯姆·班森（英语：Tom Benson），90歲，美國NBA紐奧良鵜鶘暨NFL紐奧良聖徒老闆。死於流感相關病症。[90]
- 埃德·查爾斯（英语：Ed Charles），84歲，前美國職業棒球運動員（紐約大都會、奧克蘭運動家）。[91]
- 約爾根·漢森（英语：Jørgen Hansen (boxer)），74歲，丹麥拳擊手。[92]
- 黃文攀，22歲，中國殘障游泳運動員，里約殘奧五金得主，多項世界紀錄保持者。死於車禍。[93]

### 14日
- 阿尔弗雷德·克罗斯比（英語：Alfred W. Crosby），87歲，美國歷史學家，代表作為《哥倫布大交換》（The Columbian Exchange: Biological and Cultural Consequences of 1492）。[94]
- 马里耶勒·佛朗哥（葡萄牙語：Marielle Franco），38岁，巴西里約熱內盧女性市议员，遭枪击身亡。[95]
- 史蒂芬·霍金（英語：Stephen Hawking），76歲，英国物理學家。[96]
- 萊蒂·克里（英语：Lefty Kreh），93歲，美國體育攝影記者，作家和休闲垂钓漁民。[97]
- 佩塔爾·斯蒂珀蒂克（英语：Petar Stipetić），80歲，克羅地亞軍官，前武裝部隊總參謀長（英语：Chief of the General Staff of the Armed Forces of the Republic of Croatia）。[98]
- 拿督道菲阿布巴卡狄丁岸（英语：Tawfiq Titingan），56歲，马来西亚沙巴州青年体育部长、阿拔士区州议员。死於大肠癌。[99]
- 林春阳，49岁，浙江省丽水市缙云县法院院长。[100]

### 13日
- 布倫達·迪恩（英语：Brenda Dean），74歲，英國工會會員及貴族。[101]
- 列昂尼德·克文尼希德哲（英语：Leonid Kvinikhidze），80歲，俄羅斯編劇和電影導演（《再見瑪麗·包萍（英语：Mary Poppins, Goodbye）》）。[102]
- 根岸堇（日語：根岸 すみれ），80歲，日本籍諾貝爾化學獎得主根岸英一的妻子，死於交通意外。[103]
- 内田康夫（日語：内田 康夫），83歲，日本推理小說家，代表作《名偵探淺見光彥》系列。[104]
- 計佑銘，81歲，香港企業家，志成國際集團有限公司創辦人，有『電剪大王』之譽。病逝。[105]
- 吴爱智，77岁，中國貴陽市經貿局前副局長、混泥土協會前秘書長。[106]
- 孙万成，97岁，原吉林省税务局副局长。[107]
- 刘铭勋，81岁，吉林省社会科学院原巡视员。[108]
- 聂石樵，91岁，中国学者，北京师范大学文学院教授。[109]

### 12日
- 諾基·愛德華茲（英语：Nokie Edwards），82歲，美國摇滚名人堂器樂和衝浪搖滾音樂家（投機者樂團），死於髖關節手術併發症。[110]
- 奧列格·塔巴科夫（俄語：Олег Табаков），82歲，俄羅斯演員（《戰爭與和平》、《奧勃洛莫夫（英语：A Few Days from the Life of I. I. Oblomov）》），莫斯科藝術劇院藝術總監。[111]

### 11日
- 鮑伯·巴克斯特（英语：Bob Baxt），79歲，澳洲法學家，前澳洲貿易慣例委員會（英语：Australian Trade Practices Commission）主席。[112]
- 卡爾·萊曼（德語：Karl Lehmann），81歲，德國籍天主教樞機主教。[113]
- 馬里奧·韋吉蒂（英语：Mario Vegetti），81歲，意大利歷史學家。[114]

### 10日
- 唐翔千，94歲，香港工業家，前政務司司長唐英年的父親。[115]
- 加奇·布朗（英语：Garech Browne），78歲，愛爾蘭藝術贊助人，克拉達唱片（英语：Claddagh Records）創立人。[116]
- 唐納德·柯林斯（英语：Donald Collins (Maine politician)），92歲，美國政治人物，前缅因州参议院和众议院議員。[117]
- 于貝爾·德·紀梵希（法語：Hubert de Givenchy），91歲，法國知名時尚設計師。Givenchy 時裝屋創辦人。[118][119]
- 薩巴·馬哈茂德（英语：Saba Mahmood），56歲，巴基斯坦裔美國人類學家（加州大學柏克萊分校），死於胰腺癌。[120]
- 王耀玲，83岁，中國中央音乐学院教师、原管弦系钢琴艺术指导教授。[121]

### 9日
- 丹斯里拿督斯里山努西朱聂，75歲，马来西亚吉打州第7任州务大臣、前农业部长。[122]
- 趙敏基（韓語：조민기），52歲，韓國演員。自殺。[123]
- 鄭在成（韓語：정재성），35歲，韓國已退役的男子羽毛球運動員。曾長期是世界第一男雙。死於突發心臟病。[124]
- 奧斯卡·格勒寧（德語：Oskar Gröning），96歲，二戰時期納粹德國軍人，因曾在奥斯威辛集中营參與處置受害人財物，於2015年被德國法院判處入獄4年。[125]

### 8日
- 威爾遜·哈里斯爵士（英語：Sir Wilson Harris），96歲，圭亞那作家。[126]
- 李太云（朝鲜语：이태운），69歲，韓國法律家。[127]
- 約翰·P·富勒姆（英语：John P. Fullam），96歲，美國聯邦法官，前美国宾夕法尼亚东区联邦地区法院法官，曾主持阿拉伯骗局（英语：Abscam）審判。[128]
- 哈爾·威克（英语：Hal Wick），73歲，美國政治人物，前南达科他州众议院議員。[129]

### 7日
- 陳田錨，89歲，台灣政治人物，曾任高雄市議員、議長。[130]
- 郝柏林，83岁，中国理论物理学家、中国科学院院士。[131]
- 许林枫，95岁，中国政治人物，青海省人民政府原副省长、原农牧渔业部农村经济管理干部学院党委书记。[132]
- 汪承栋，87岁，中国作家，中国作家协会会员、名誉委员，西藏自治区文联、作协原副主席。[133]
- 中島宏（日語：中島 宏），76歲，日本青瓷研究第一人、國寶級陶藝家。[134]
- 大野誠（日語：大野 誠），51歲，日本音樂製作人，前日本演歌歌手北島三郎次子。家中病逝。[135]（死亡發現日期）
- 福圖納托·阿瓦特（英语：Fortunato Abat），92歲，菲律賓軍隊將領和政治人物，前國防部（英语：Department of National Defense (Philippines)）部長。[136]
- 查爾斯·森（英语：Charles Thone），94歲，美國政治人物，前內布拉斯加州州長（英语：Governor of Nebraska）、美国众议院內布拉斯加州第一國會選區代表議員。[137]

### 6日
- 李艾佳，35岁，中国女演员，病逝。[138]
- 谢璞，86岁，中国作家，中国作家协会会员，湖南省文联原执行主席。[139]
- 金廣秀（朝鲜语：김광수 (1962년)），56歲，韓國企業家。[140]
- 露西·布羅克-布羅多（英语：Lucie Brock-Broido），61歲，美國詩人和學者，死於癌症。[136]
- 穆海巴貝·達加（英语：Muhibbe Darga），96歲，土耳其考古學家。[141]
- 菲爾多西·皮亞拜舒尼（英语：Ferdousi Priyabhashini），71歲，孟加拉雕塑家，心臟病發後的心臟驟停而死。[142]
- 約翰·蘇爾斯頓爵士（英語：Sir John Sulston），75歲，英國生物學家，2002年諾貝爾生理學或醫學獎三名得主之一。[143]

### 5日
- 小約翰·霍爾·布坎南（英语：John Hall Buchanan Jr.），89歲，美國政治人物，前美國眾議院阿拉巴馬州第六國會選區代表議員，死於腦退化症併發症。[144]
- 穆克哈衣羅·森伯茨（英语：Mykhaylo Chemberzhi），73歲，烏克蘭作曲家。[145]
- 海登·懷特（英語：Hayden White），89歲，美國歷史學家。[146]
- 繆德生，61歲，中華民國陸軍退役上校、反對年金改革運動參與者，死於墜樓意外。[147]
- 许廷官，86岁，中國大陸教育界人物，南京大学原党委副书记、原副校长，病逝。[148]
- 沈振寶（朝鲜语：심진보），41歲，韓國男演員。曾演出韓劇《沒禮貌的英愛小姐》。死於心臟麻痺。[149]
- 周叔蓮，89歲，中国经济学家，中国社科院学部委员，工经所原所长。在河北燕达医院病逝。[150]
- 庄重，84岁，中国学者，哈尔滨工业大学教授。[151]
- 特雷弗·贝利士（英語：Trevor Baylis），80歲，英國發明家，发条式收音机創始人。病逝。[152]
- 黄祖禧，91岁，中央音乐学院原作曲系副主任、党支部书记，教授。[153]
- 曲绵域，93岁，中国运动医学专家、教授。原北京医学院院长、北京医科大学校长。[154]

### 4日
- 戴維德·阿斯托里（義大利語：Davide Astori），31歲，意大利足球員（佛罗伦萨），死於心脏病。[155]
- 法爾汗·梅爾（英语：Farhang Mehr），94歲，伊朗裔美國瑣羅亞斯德教學者和作家，前伊朗副總理。[156]
- 小H·韋恩·諾曼（英语：H. Wayne Norman Jr.），62歲，美國政治人物，前马里兰州参议院與众议院議員。[157]
- 羅素·所羅門（英语：Russ Solomon），92歲，美國連鎖唱片零售店淘兒唱片（Tower Records）創辦人。死於心臟病。[158]

### 3日
- 法蘭克·道布林戴（英语：Frank Doubleday (actor)），73歲，美國演員，知名作品如《紐約大逃亡》，死於食道癌。[159]
- 林虎，90岁，中国人民解放军中将，空军原副司令员。[160]
- 耀先，原名魏耀先，90岁，中国人民解放军中将，曾任北京军区副司令兼北京军区空军司令员[161]。
- 謝和耐（法語：Jacques Gernet），96歲，法國漢學家，法兰西公学院名誉教授。[162]
- 凡妮莎·古德溫（英语：Vanessa Goodwin），48歲，澳洲政治人物，前塔斯馬尼亞州總檢察長（英语：Attorney-General of Tasmania），死於腦癌。[163]
- 弗吉利賈斯·諾卡（英语：Virgilijus Noreika），82歲，立陶宛歌劇歌手，苏联人民艺术家。[164]
- 張金鳳，93歲，第14任中華民國總統蔡英文之母。[165]
- 罗杰·班尼斯特爵士（英語：Sir Roger Bannister），88歲，英國著名賽跑運動員、神經學專家。[166]
- 黃仲，94歲，台灣政治人物暨養殖業大亨，原高雄縣白派大老。[167]
- 金宗鎬（朝鲜语：김종호 (1935년)），82歲，韓國政治人物，前忠清北道知事、韓國國會鎮川郡（朝鲜语：진천군의 국회의원）、槐山郡（朝鲜语：괴산군의 국회의원）及陰城郡代表議員（朝鲜语：음성군의 국회의원）。[168]
- 付树仁，87岁，中国学者，中国矿业大学原地质系副教授。[169]

### 2日
- 赫苏斯·洛佩斯·科沃斯（西班牙語：Jesús López Cobos），78岁，西班牙指挥家。[170]
- 瑪克辛·伯曼（英语：Maxine Berman），71歲，美國政治人物，前密歇根州众议院議員，死於肺癌。[171]
- 羅尼·普佩（英语：Ronnie Prophet），80歲，加拿大鄉村音樂歌手，多重器官衰竭。[172]
- 比利·海靈頓（英語：Billy Herrington），48歲，美國男演員，2018年3月1日車禍，送醫後，延至同日傷重不治。[173]
- 张超伦，99岁，贵州省政协原副主席，农工党贵州省委会原主委。[174]

### 1日
- 多恩·迪布爾（英语：Dorne Dibble），88歲，美國美式足球運動員（底特律雄狮），國家美式橄欖球聯盟冠軍（英语：History of the National Football League championship）（1953年（英语：1953 NFL Championship Game）、1957年（英语：1957 NFL Championship Game）），死於肺炎。[175]
- 維森特·皮奎爾（英语：Vicente Piquer），83歲，西班牙足球員（巴伦西亚）。[176]
- 石高全，54岁，中国化学家，清华大学化学系高分子所所长，病逝。[177]